# Caladenia rosella
Caladenia rosella é uma espécie de orquídea, família Orchidaceae, de Vitória, na Austrália, onde crescem em grupos esparsos ou, por vezes, formam grandes colônias, em bosques, áreas reflorestadas, ou de vegetação arbustiva, charnecas, e afloramentos de granito, em áreas de solo bem drenado mas ocasionalmente em áreas sazonalmente alagadiças. Pertence a um grupo de cerca de trinta espécies, tratadas por David Jones como Alliance Tailed Spider do gênero Arachnorchis, que distingue-se dos outros grupos de Caladenia por apresentar diferente tipo de pubescência nasfolhas e inflorescências, por suas flores grandes de sépalas e pétalas atenuadas, longas e sem verrugas na extremidade, labelo pendurado firmemente com dentes marginais do curtos e espessados; e células osmofóricas especializadas. São plantas com uma única folha basal pubescente com marcas proeminentes púrpura perto da base, e uma inflorescência rija, fina e densamente pubescente, com uma ou poucas flores, que vagamente lembram uma aranha, muito estreitas, caudadas, e bem esparramadas, normalmente pendentes. Em conjunto formam grupo bem vistoso  quando sua floração é estimulada por incêndios de verão.

## Publicação e sinônimos
- Caladenia rosella G.W.Carr, Muelleria 6: 442 (1988).

Sinônimos homotípicos:
- Arachnorchis rosella (G.W.Carr) D.L.Jones & M.A.Clem., Orchadian 13: 396 (2001).